# ファッデヤ諸島
ファッデヤ諸島（ファッデヤしょとう、ロシア語: Острова Фаддея）は、北極海の一部であるカラ海に位置する、ロシア連邦領の4つの島から構成される島嶼群である。